# Sege park

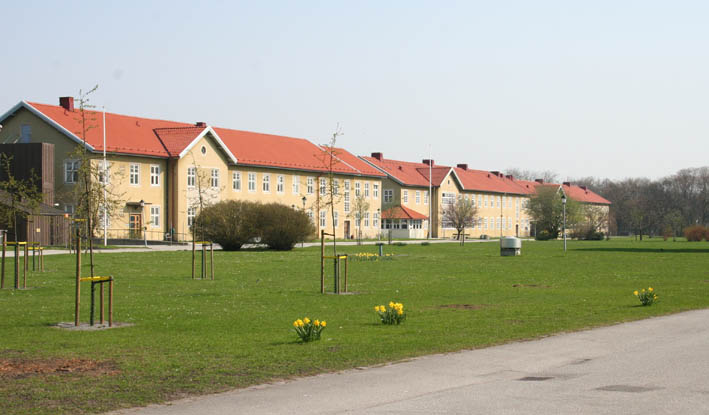
Sege park

Sege park är det område där Malmö Östra sjukhus tidigare låg. I området finns till 2020 bland annat studentboende på Sege park.
I mars 2020 togs första spadtaget i Sege park för att skapa Malmös nya klimatsmarta stadsdel.
Under de närmsta åren kommer stadsdelen förtätas och få ett tillskott av nya byggnader, samtidigt som en stor del av de befintliga byggnaderna bevaras. 
Sege Park ska vara Malmös nya skyltfönster för hållbar stadsutveckling. Här ligger fokus på hållbarhetsområdet delning när 12 byggaktörer bygger den nya stadsdelen. Man räknar med att det ska finnas 0,5 bilar / hushåll i stadsdelen och det parkeringshus som byggs ska byggas i trä. Väggarna ska vara klädda i grönska och växtlighet. Förutom plats för bilar ska det finnas utrymme för cykelgarage med cykelkök och en mobilitetspool, där boende i området ska kunna hyra bil, cykel och lådcykel.  
Sommaren 2007 invigdes Sveriges största solcellsanläggning på Sege park. Anläggningen består av två stora "vingar" med totalt 1 250 kvadratmeter solceller med en toppeffekt på 166 kW.